# Switchin’ Kitten
«Switchin’ Kitten» (с англ. — «Котик в собачьей шкуре», «Фабрика превращений», «Чудесные перевертыши») — 115-й эпизод мультсериала «Том и Джерри». Первая из 13 серий производства компании Rembrandt Films, выпущенная на экран компанией Metro-Goldwyn-Mayer 7 сентября 1961 года.

## Сюжет
Во время грозы Том пытается найти жильё, так как его выгнали из старой конной повозки. Между тем Джерри работает помощником в замке безумного учёного, который вместе с Джерри выбирает оранжевого кота Молниеносного и привязывает его на стол рядом с псом Спайком. С помощью прибора они меняют характеры животных. Оранжевый кот рычит на Спайка, а пёс жалобно мяукает. Учёный отдаёт Джерри уснувшего кота-собаку. Тем временем Том заходит в замок, видит Джерри и хватает его. Однако кот-пёс лает, защищая мышонка. Том пытается доказать Молниеносному, что он и Том — коты, но ничего не выходит. Молниеносный мешает постоянным попыткам Тома поймать Джерри, например, когда его раздавливает молотом с торчащими головой и ногами, он превращается в цветок, выбрасывается из окна и получает удар топориком. Пройдя через серию мензурок, Том попадает в экспериментальный агрегат, а затем он в испуге, пытается убежать из замка, и по дороге ему встречаются слон, поющий как птица; петух похожий на курицу, которая блеет как коза; и мяукающий Спайк (кот Том не смог выяснить, как всё это исправить, так как он испуган). Даже кукушка из часов мычала. Когда измученный Том умоляет Джерри пищать, чтобы понять, что с ним всё нормально, тот входит в норку и начинает громко рычать, становясь похожим на льва Лео (символ MGM). В ужасе Том вылетает из замка как ракета и убегает прочь, чтобы его больше никто и никогда не видел. Джерри подмигивает глазом в кадр.

## Производство
В 1961 году кинокомпания MGM решила возобновить производство рисованных фильмов за умеренную цену и передала право на производство мультсериала студии Rembrandt Films в Чехословакии. Подходящий повод дал Джин Дейч, американский режиссёр, живший в Праге. В 1961—1962 годах он снял тринадцать новых короткометражек с Томом и Джерри. При всех недостатках эти короткометражки убедили руководство MGM в том, что Том и Джерри всё ещё звёзды.

### Создатели
- Авторы сюжета Эли Бауэр и Джин Дейч[источник не указан 84 дня]
- Лэйаут анимация: Лю Гарньер и Гари Муни
- Режиссёр Джин Дейч
- Продюсер Уильям Л. Шнайдер
- Композитор Вацлав Лидл[чеш.], исполнители музыки Штепан Коничек[чеш.] и Prague Film Symphony Orchestra[1]

## Реакция
Все тринадцать эпизодов производства Rembrandt Films заметно отличались по стилю анимации от оригинальной серии и были негативно встречены критиками, которые признали их наихудшими за всю историю мультсериала. Тем не менее, по словам самого режиссёра Джина Дейча, он регулярно получал письма поклонников сериала, в которых они называли эти серии своими любимыми.